# ويليام جيبسون (لاعب كرة قدم)
ويليام جيبسون (بالإنجليزية: William Gibson)‏ (17 سبتمبر 1926 بغلاسكو في المملكة المتحدة - 21 يناير 1995 بوستمنستر في المملكة المتحدة) هو مدرب كرة قدم ولاعب كرة قدم بريطاني (وحمل سابقاً جنسية المملكة المتحدة لبريطانيا العظمى وأيرلندا) في مركز الظهير. لعب مع نادي أرسنال ونادي برينتفورد ونادي ترانمير روفرز لكرة القدم.

## وصلات خارجية
- ويليام جيبسون على موقع قاعدة بيانات كرة القدم.إي يو (الإنجليزية)